# Euplexia habilis
Euplexia habilis là một loài bướm đêm trong họ Noctuidae.